# Zéro de conduite
Zéro de conduite (en español: Cero en conducta) es un mediometraje francés de 1933 dirigido por Jean Vigo. Estrenado por primera vez el 7 de abril de 1933. Desde entonces, estuvo prohibida en Francia hasta noviembre de 1945.

## Argumento
La película trata exhaustivamente las experiencias escolares de Vigo para retratar un sistema educativo burocrático y represivo en el que tienen lugar actos de rebelión surrealistas, producto de una lectura libertaria de la infancia. El título se refiere a la calificación que el chico obtendría y que le impediría salir en domingo. También muestra la influencia de la obra de teatro Ubu Roi, de Alfred Jarry.
Cuatro jóvenes rebeldes de un represivo internado francés traman y ejecutan una revuelta contra sus profesores y toman el control de la escuela.

## Influencia
Aunque la película no tuvo un éxito inmediato, ha demostrado poseer una influencia duradera. François Truffaut rindió un homenaje a Zéro de conduite en su película Los 400 golpes (1959) copiando, prácticamente fotograma a fotograma, la escena en la que una línea de escolares  que corren por París va perdiendo uno a uno sus miembros debido a las atracciones de la ciudad. La película If.... (1969) de Lindsay Anderson es en su totalidad una reinvención menos caprichosa de Zéro.